# Richard Genée

Richard Genée

Richard Genée, eigentlich Franz Friedrich Richard Genée, (* 7. Februar 1823 in Danzig; † 15. Juni 1895 in Baden bei Wien) war ein deutsch-österreichischer Librettist, Bühnenautor und Komponist.

## Leben
Richard Genée wurde als erster Sohn des Bassisten und Theaterdirektors Johann Friedrich Genée (1795–1856) geboren und besuchte, wie sein jüngerer Bruder Rudolf Genée, das Gymnasium zum Grauen Kloster in Berlin. Er studierte zuerst Medizin, dann Musik und nahm Kompositionsunterricht bei Adolf Stahlknecht (1813–1887) in Berlin. Nachdem der Vater 1841 die Direktion des Stadttheaters Danzig übernommen hatte, wurde Richard Genée dort 1843 als Ballettdirigent und zweiter Musikdirektor engagiert. Ab 1848 war er als Theaterkapellmeister in Reval und von 1850 bis 1853 als Kapellmeister in Riga tätig. Im Jahr 1854 wechselte Richard Genée als Theaterkapellmeister nach Köln, danach nach Düsseldorf, Aachen und Danzig, wo er seinen schwerkranken Vater nach einem Schlaganfall bis zu dessen Tod betreute. Ab 1857 war er in Mainz, 1864/65 am Prager Landestheater, dann an der Hofoper Schwerin sowie an der Hoogduitse Schouwburg Amsterdam, dem deutschen Theater in Amsterdam, tätig.
Richard Genée war mit Friedrich von Flotow befreundet und wirkte ab 1868 ein Jahrzehnt als Kapellmeister am Theater an der Wien. Zusammen mit Friedrich Zell (Operettenfirma Zell und Genée) verfasste er eine Vielzahl von Libretti für Operetten von Johann Strauß, Carl Millöcker, Franz von Suppè, Carl Michael Ziehrer u. a., darunter Der Bettelstudent. Das Libretto für Die Fledermaus von Johann Strauß schrieb er zusammen mit Karl Haffner.
1876 komponierte er die Operette Der Seekadett. Beim Schachspiel ist eine Eröffnungsfalle, das Seekadettenmatt, nach dieser Operette benannt.
Genée verbrachte die Wintermonate in Berlin, die Sommermonate in Wien, Tullnerbach oder in seinem Wohnhaus in Baden – wo er „während eines Kuraufenthalts“ verstarb und, protestantischen Glaubens, am 17. Juni 1895 auf dem Stadtfriedhof begraben wurde. Unter den Trauergästen befanden sich Strauß, Millöcker sowie Karl Komzák.

## Familie
1850 heiratete Richard Genée in Danzig die aus Königsberg stammende Emilie L’Orange. Die Ehe blieb kinderlos.
Richard Genées Schwester war die Theaterschauspielerin und Opernsängerin Ottilie Genée.

## Ehrungen
1951 wurde die Geneegasse in Wien-Hietzing ihm zu Ehren benannt. Weitere Richard Genée würdigende Benennungen von Verkehrsflächen sind nachweisbar in Baden bei Wien (seit 1995) sowie in Tullnerbach.

## Werke
- Polyphen oder Ein Abenteuer auf Martinique 1856
- Der Geiger aus Tirol 1857
- Der Liebesring, um 1860
- Ein Trauerspiel 1860
- Ein Narrentraum 1861
- Italiänischer Salat 1861, Musikalischer Schwank (Digitalisat)
- Die Generalprobe 1862
- Der Musikfeind 1862, Operette, (Musik: Richard Genée)
- Die Herren von der Livree 1862
- Die Talismänner 1863
- Rosita 1864
- Der schwarze Prinz 1866
- Die Zopfabschneider 1866
- Am Runenstein 1868
- Schwefeles, der Höllenagent 1869
- Eine Konzertprobe 1870
- Der Hexensabbath 1870
- Der Sänger mit drei Tönen 1871
- Karneval in Rom 1873, zusammen mit Josef Braun, Operette in 3 Akten, (Musik: Johann Strauss)
- Die Fledermaus, 1874, zusammen mit Carl Haffner, Operette in 3 Akten, (Musik: Johann Strauss)
- Cleopatra oder Durch drei Jahrtausende 1875
- Cagliostro in Wien 1875, zusammen mit F. Zell, Operette in 3 Akten, (Musik: Johann Strauss)
- Fatinitza 1876, zusammen mit F. Zell, Operetten in 3 Akten, (Musik: Franz von Suppè)
- Der Seekadett 1876, zusammen mit F. Zell, Operetten in 3 Akten, (Musik: Richard Genée)
- Luftschlösser 1876
- Nanon, die Wirthin vom Goldenen Lamm 1877, zusammen mit F. Zell, Operette in 3 Akten, (Musik: Richard Genée)
- Im Wunderland der Pyramiden 1877
- Die letzten Mohikaner 1878
- Die Fornarina 1879, zusammen mit F. Zell und Moritz West, Operette in 3 Akten, (Musik: Carl Zeller)
- Boccaccio 1879, zusammen mit F. Zell, Operetten in 3 Akten, (Musik: Franz von Suppè)
- Gräfin Dubarry 1879, zusammen mit F. Zell, Operette in 3 Akten, (Musik: Carl Millöcker)
- Das Spitzentuch der Königin 1880, zusammen mit Heinrich Bohrmann-Riegen, Operette in 3 Akten, (Musik: Johann Strauss)
- Apajune, der Wassermann 1880, zusammen mit F. Zell, Operette in 3 Akten, (Musik: Carl Millöcker)
- Donna Juanita 1880, zusammen mit F. Zell, Operette in 3 Akten, (Musik: Franz von Suppè)
- Nisida 1880
- Der Gascogner 1881, zusammen mit F. Zell, Operette in 3 Akten, (Musik: Franz von Suppè)
- Rosina 1881
- Der lustige Krieg 1881, zusammen mit F. Zell, Operette in 3 Akten, (Musik: Johann Strauss)
- Der Bettelstudent 1882, zusammen mit F. Zell, Operette in 3 Akten, (Musik: Carl Millöcker)
- Eine Nacht in Venedig 1883, zusammen mit F. Zell, Operette in 3 Akten, (Musik: Johann Strauss)
- Die Afrikareise, 1883, zusammen mit Moritz West, Operette in 3 Akten, (Musik: Franz von Suppè)
- Gasparone 1884, zusammen mit F. Zell, Operette in 3 Akten, (Musik: Carl Millöcker)
- Eine gemachte Frau 1885
- Zwillinge 1885
- Die Piraten 1886
- Der Vizeadmiral 1886, zusammen mit F. Zell, Operette in 3 Akten, (Musik: Carl Millöcker)
- Die Dreizehn 1887
- Die Jagd nach dem Glück 1888, zusammen mit Bruno Zappert, Operette in 3 Akten, (Musik: Franz von Suppè)
- Signora Vedetta 1892
- Die wachsame Schildwache 1893
- Freund Felix 1894[7]